# Marilyn de la Cruz
Marilyn Nelleli de la Cruz Berroa är en dominikansk taekwondoutövare.

## Karriär
I maj 2022 tog Cruz brons i 73 kg-klassen vid Panamerikanska mästerskapen i Punta Cana. I november 2022 tävlade Cruz i 73 kg-klassen vid VM i Guadalajara, där hon blev utslagen i sextondelsfinalen av sydkoreanska Lee Da-bin.